# Húsares (Buenos Aires)
Húsares es un pequeño paraje rural del Partido de Carlos Tejedor, provincia de Buenos Aires, Argentina.

## Ubicación
Se encuentra a 22 km al sur de la ciudad de Carlos Tejedor, pudiéndose acceder por la Ruta Nacional 226.

## Población
Durante los censos nacionales del INDEC de 2001 y 2010 fue considerada como población rural dispersa.